# Observatorio (estación del Metro de Santiago)
Observatorio es una estación ferroviaria de la Línea 2 del Metro de Santiago de Chile. Se encuentra ubicada bajo la intersección de la Avenida Padre Hurtado con la Avenida Observatorio en la comuna de El Bosque.

## Características y entorno
El entorno de la estación es principalmente de carácter residencial y de comercio menor.[cita requerida]

### Accesos
| Acceso | Intersección                           |
| ------ | -------------------------------------- |
| A      | Av. Padre Hurtado con Av. Observatorio |

## Origen etimológico
Fue anunciada en noviembre de 2014 por la presidenta de la República Michelle Bachelet. El nombre de la estación hace referencia a la calle del mismo nombre, la cual se debe a que en su extremo poniente en las instalaciones de la Fuerza Aérea de Chile existía un observatorio astronómico. 
El 15 de octubre de 2020 la estación fue bautizada con su nombre definitivo.

## Galería

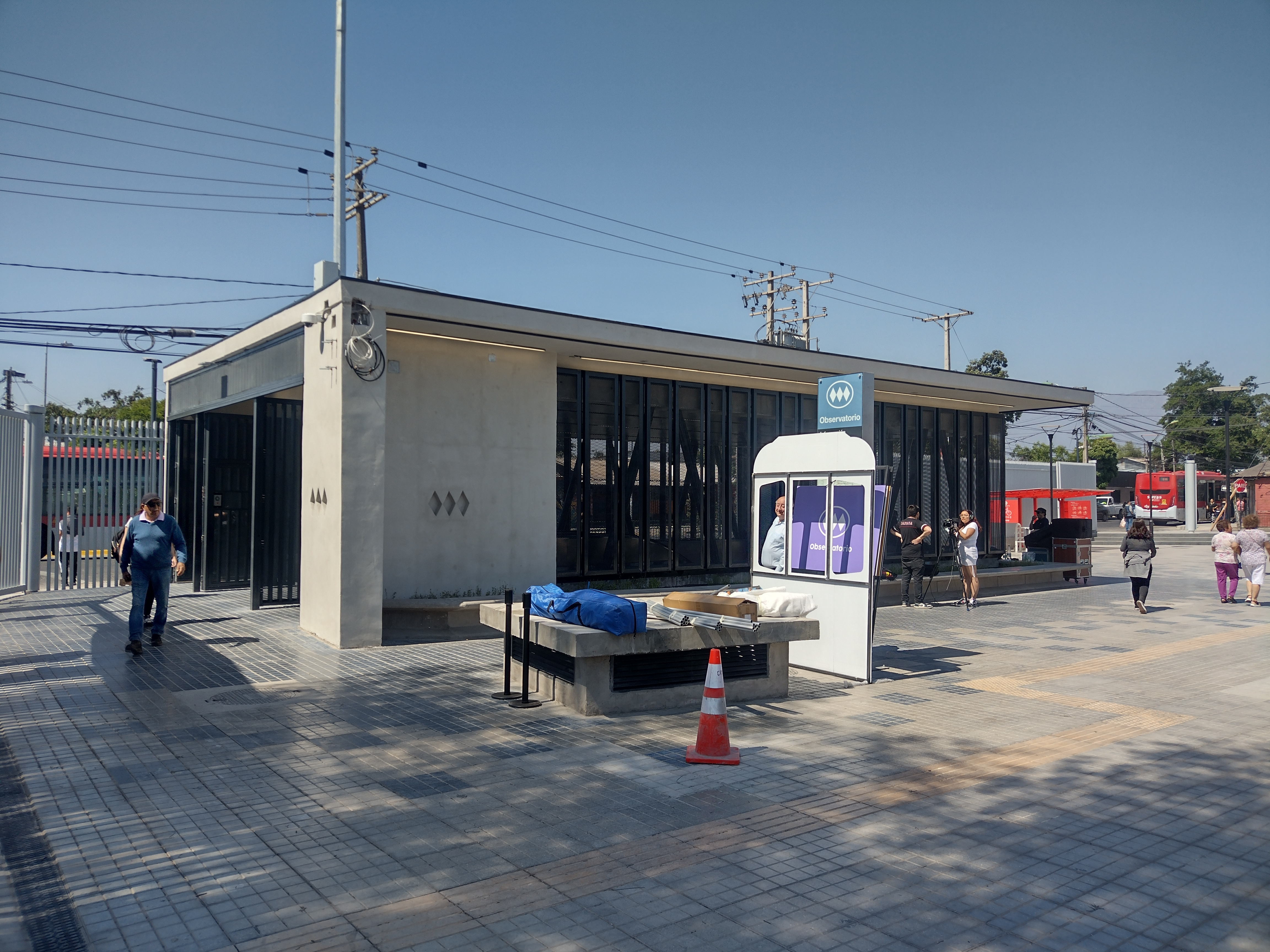
Acceso a la estación.
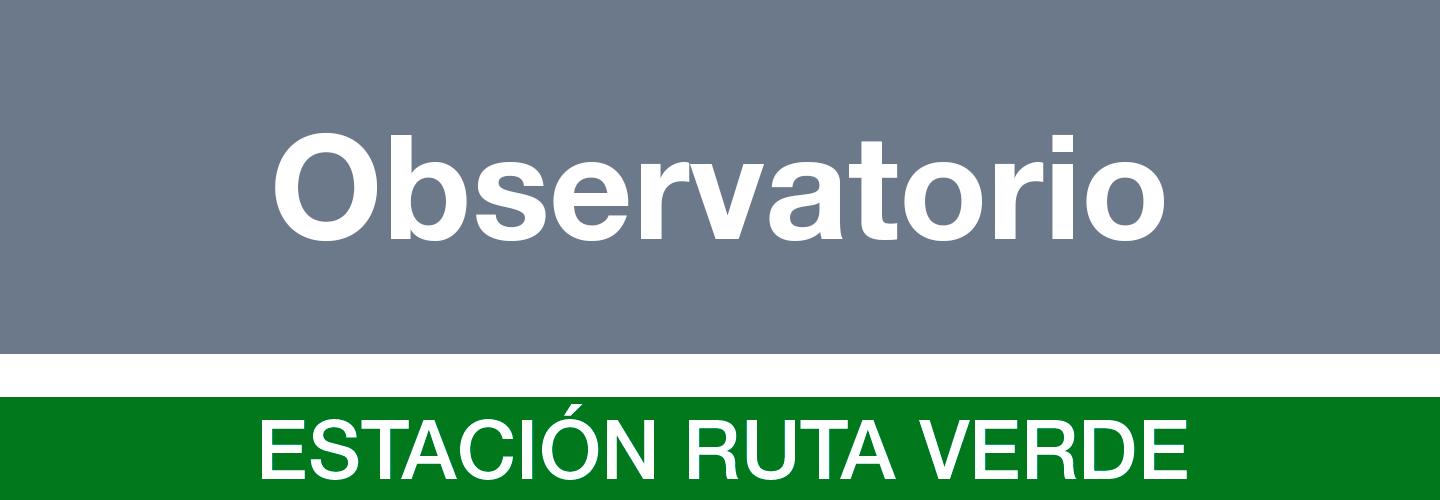
Cenefa utilizada en los andenes.
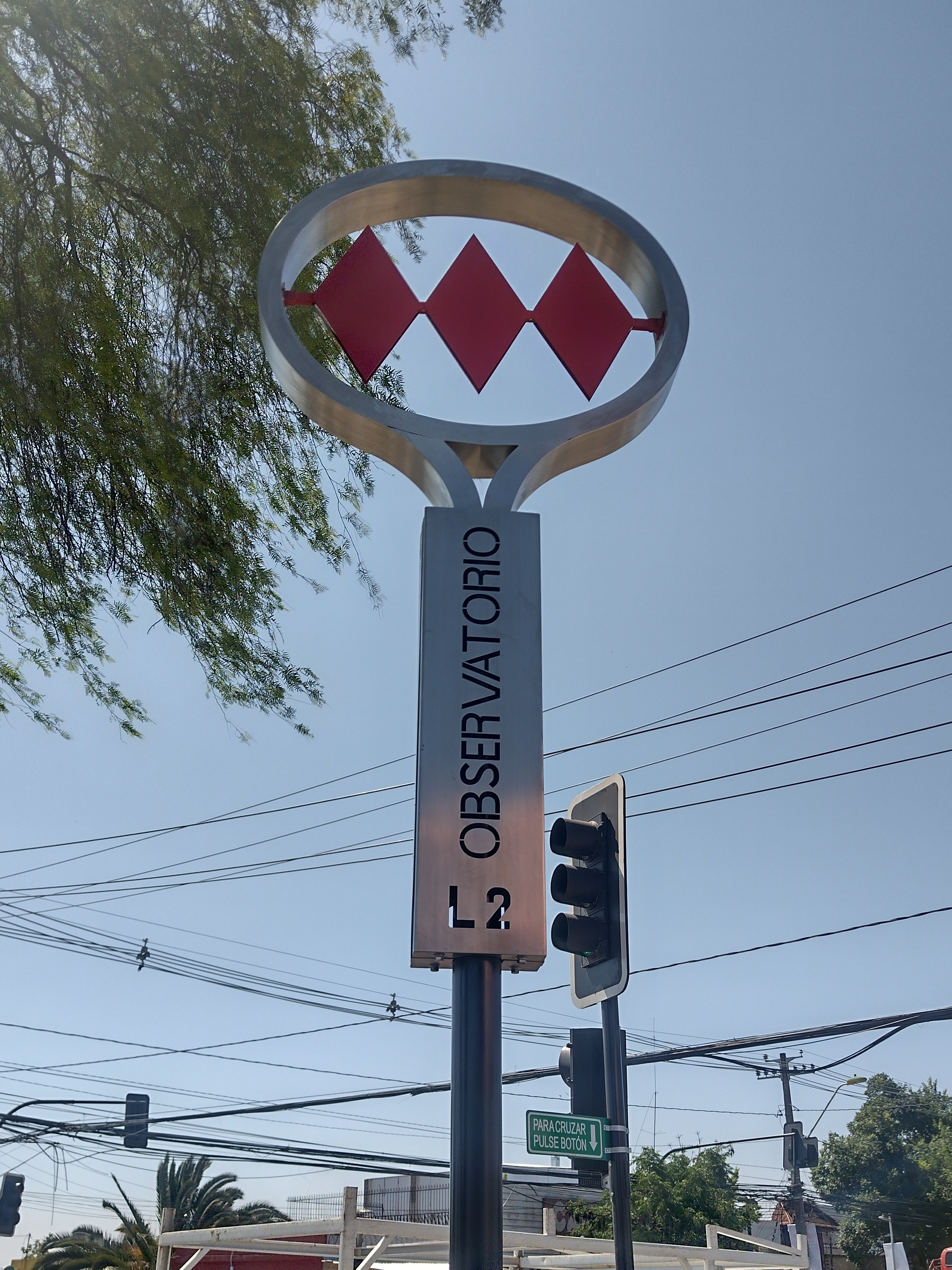
Letrero de acceso a la estación.
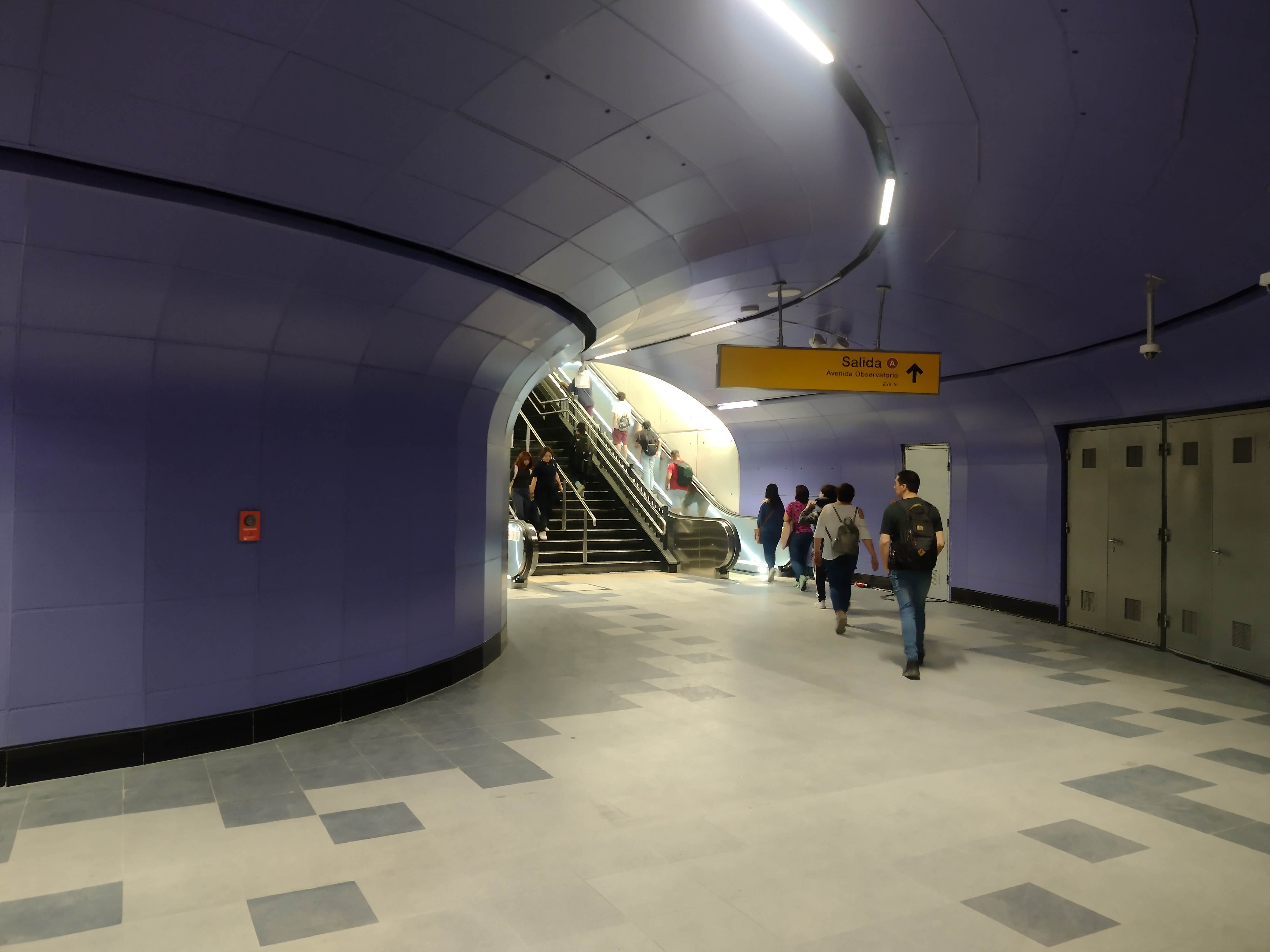
Túnel dentro de la estación.
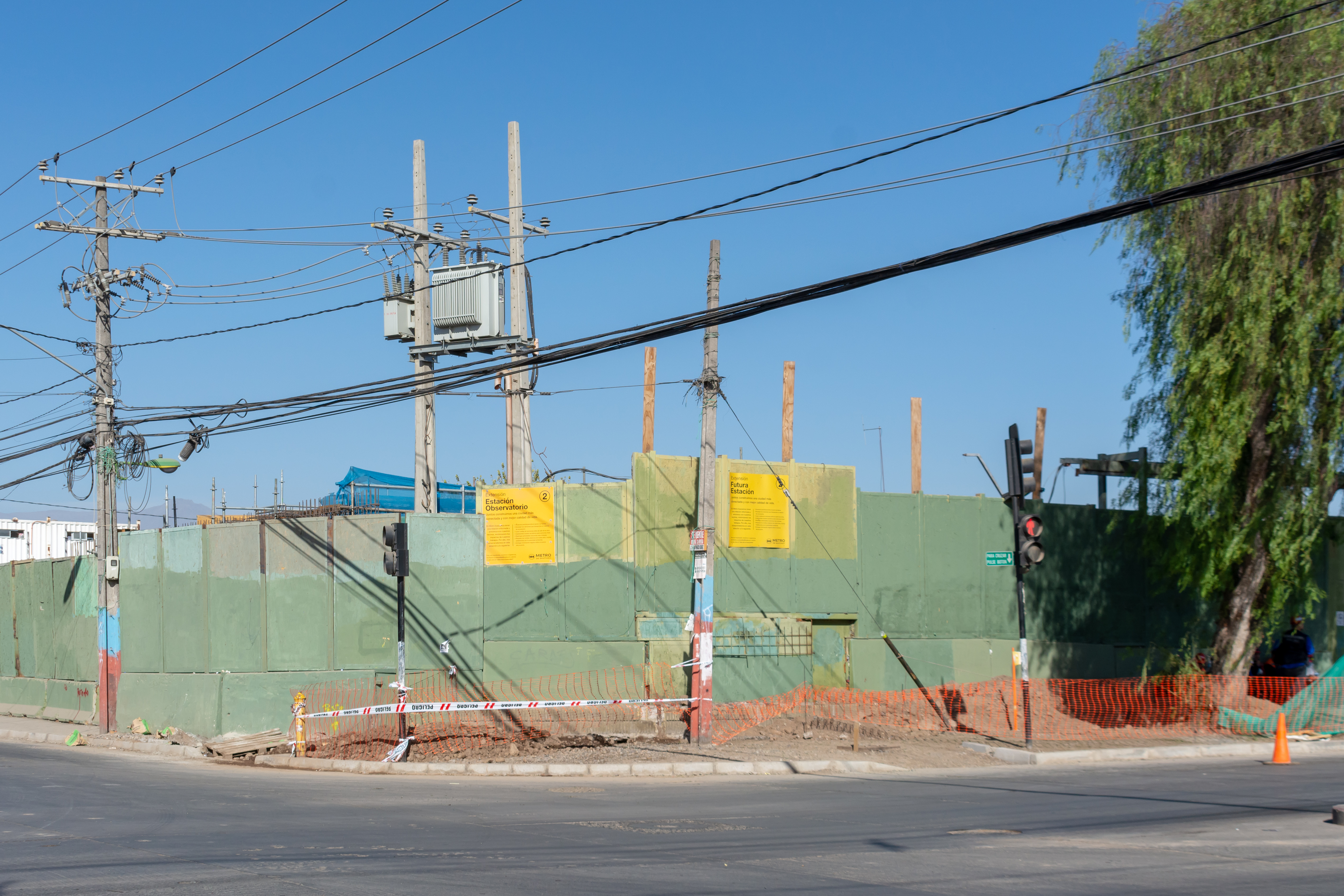
Etapa de construcción.

## Conexión con Red Metropolitana de Movilidad
La estación posee 4 paraderos de la Red Metropolitana de Movilidad en sus alrededores, los cuales corresponden a:
| Paradero/ Código                       | Recorridos                                                                  |
| -------------------------------------- | --------------------------------------------------------------------------- |
| Parada 1 / Metro Observatorio (PG383)  | 301 (Juan Antonio Ríos) - 301c (Metro La Cisterna)                          |
| Parada 2 / Metro Observatorio (PG1237) | F20 (Pie Andino) - G15 (Santo Tomás) - G16 (Lo Blanco)                      |
| Parada 3 / Metro Observatorio (PG1271) | F20 (Metro La Cisterna) - G15 (Metro La Cisterna) - G16 (Metro La Cisterna) |
| Parada 4 / Metro Observatorio (PG348)  | 301 (Angelmó) - 301c (Angelmó)                                              |